# César Marcelak
César Marcelak, né le 5 janvier 1913 à Mülheim, en Allemagne, et mort le 17 février 2005 à Liévin, est un coureur cycliste polonais naturalisé français en 1947.

## Biographie
La carrière de Marcelak débute en 1935, avec une 23e place sur Paris-Lille. Avant la guerre, il remporte Paris-Lens 1937, et le Prix de Chantilly 1938. Le palmarès d'après-guerre s'ouvre en 1946 par des victoires sur les courses Paris-Arras puis Paris-Valenciennes. Marcelak porte alors les couleurs de l'équipe « Bertin », puis signe chez « Mercier » en 1948. Naturalisé français de fraîche date (27 juillet 1947), il remporte le titre de champion de France sur route en 1948. Marcelak est ensuite vainqueur du Tour du Maroc 1948, victorieux sur le Paris-Valenciennes 1951 puis vainqueur du Grand Prix d'Isbergues 1952. Il quitte l'équipe « Mercier » au terme de la saison 1952 et retrouve alors l'équipe « Bertin » jusqu'en 1958. Il remporte notamment le Grand Prix de Denain 1956 à cette période.
Outre ses succès, il convient de signaler deux participations au Tour de France avec l'équipe « Nord-Est - Ile-de-France » en 1948 (il finit second de l'étape Brussel-Boulogne) et l'équipe « Ouest - Nord » en 1949 avec un abandon et une élimination à la clé. 

## Palmarès
- 1934
  - Championnat de France USSGT
- 1937
  - Paris-Lens
- 1938
  - 2e du Circuit de la Vallée de l'Aa
  - 3e du Circuit du Pas-de-Calais
- 1939
  - 3e, 6e et 8e étapes du Tour de Pologne
  - 1re étape de Rouen-Caen-Rouen
- 1944
  -  Champion de France indépendants
- 1945
  - Circuit Minier
  - 2e de Paris-Arras
- 1946
  - Paris-Roubaix travailliste
  - Paris-Arras
  - Paris-Valenciennes
  - Paris-Lens
  - Grand Prix de Saint-Omer
  - 2e de Tourcoing-Dunkerque-Tourcoing
  - 3e de Paris-Saint-Quentin
- 1947
  - Circuit du Port de Dunkerque
  - Tourcoing-Dunkerque-Tourcoing
  - 3e de Paris-Valenciennes
  - 3e de Roubaix-Huy
- 1948
  -  Champion de France sur route
  - Tour de la Manche :
    - Classement général
    - 1re étape

  - 3e de Paris-Limoges
- 1950
  - Circuit du Port de Dunkerque
  - Circuit de la Vallée de l'Aa
  - 3e de Paris-Boulogne-sur-Mer
  - 3e du Circuit du Pévèle
  - 10e du Tour des Flandres
- 1951
  - Paris-Valenciennes
- 1952
  - Grand Prix d'Isbergues
  - Gullegem Koerse
  - 2e du Grand Prix du Courrier picard
  - 2e du Grand Prix de Fourmies
- 1953
  - 2e du Circuit du Port de Dunkerque
  - 2e du Roubaix-Cassel-Roubaix[2]
  - 3e du Grand Prix d'Isbergues
- 1954
  - Circuit Minier du Nord
- 1955
  - Lille-Le Crotoy
  - Circuit du Port de Dunkerque
  - 2e du Grand Prix d'Orchies
  - 3e du Grand Prix de Saint-Omer
  - 3e du Grand Prix des Flandres françaises
- 1956
  - Trois Jours d'Hénin-Liétard :
    - Classement général
    - 2e et 3e étapes

  - Circuit du Pévèle
- 1957
  - 2e du Grand Prix d'Isbergues

## Résultats sur le Tour de France
2 participations
- 1948 : éliminé (9e étape)
- 1949 : éliminé (19e étape)